# Natalja Jurjewna Anissimowa
Natalja Jurjewna Anissimowa, geborene Guskowa (russisch Наталья Юрьевна Анисимова, geb. Гуськова; * 16. November 1960 in der Region Krasnodar) ist eine ehemalige sowjetische und russische Handballspielerin.

## Karriere
Anissimowa spielte bis 1992 für den GK Kuban Krasnodar in der südrussischen Stadt Krasnodar, mit dem sie 1989 sowjetische und 1992 russische Meisterin geworden war. 1992 wechselte sie zum jugoslawischen ŽRK Budućnost Podgorica, mit dem sie viermal Landesmeisterin wurde.
1982 wurde Anissimowa mit dem sowjetischen Team Weltmeisterin. 1984 gewann sie die Wettkämpfe der Freundschaft, die als „Gegenspiele“ zu den im Zeitraum vom 28. Juli bis 12. August 1984 in Los Angeles abgehaltenen Olympischen Sommerspielen gedachte Wettkämpfe stattfanden. Sie gewann die Goodwill Games 1986 in Moskau.
Bei den Olympischen Spielen 1988 in Seoul belegte Anissimowa mit der sowjetischen Nationalmannschaft den dritten Platz. Bei den Olympischen Spielen 1992 in Barcelona belegte sie mit dem Vereinten Team der Gemeinschaft Unabhängiger Staaten aus den ehemaligen Sowjetrepubliken erneut den dritten Platz.
Von der Handballföderation Russlands wurde sie als beste Handballspielerin des 20. Jahrhunderts geehrt.
Anissimowa ist verheiratet, hat zwei Kinder (Anna und Anton) und arbeitet als Handball-Trainerin an einer Kinder- und Jugendsportschule.

## Auszeichnungen
- 1992:  Verdienter Meister des Sports[2]